# 阿帕雷西達 (聖保羅州)
阿帕雷西達（葡萄牙語：Aparecida）是巴西的城鎮，位於該國南部，由聖保羅州負責管轄，始建於1928年12月17日，面積121平方公里，海拔高度542米，2014年人口36,184，人口密度每平方公里298.85人。